# Albert Dingemans Wierts
Albert Gerardus Alexander Dingemans Wierts (Amsterdam, 30 juli 1926 – aldaar, 17 februari 1998) was een Nederlands politicus voor de PvdA. Van 1954 tot 1962 was hij burgemeester van Woudrichem en van 1 februari 1962 tot 31 januari 1968 burgemeester van Steenwijk.
Voordat Dingemans Wierts burgemeester werd, was hij ambtenaar op de gemeentesecretarie, eerst in Amsterdam, later in Blaricum. Bij zijn benoeming in Woudrichem in augustus 1954 was hij met 28 jaar de jongste burgemeester van Nederland.
Dingemans Wierts werd landelijk bekend vanwege zijn omgang als burgemeester van Steenwijk met de dreiging van een atoomaanval door de Sovjet-Unie tijdens de Cubacrisis. In oktober 1962, na een toespraak hierover van de Amerikaanse president Kennedy, liet hij om het gemeentehuis, de villa Rams Woerthe, een aarden wal aanleggen om eventuele fall-out te weren, vooral omdat er in de kelder van het gebouw een commandopost van de Bescherming Bevolking (BB) was gevestigd. Hij was de enige burgemeester in Nederland die tot een dergelijke maatregel overging. Er is later wel beweerd dat hij dit deed met het oog op de nabijheid van de Amerikaanse basis te Havelterberg, waar zich een geheime opslagplaats voor nucleaire wapens bevond; hij zou hier als een van de weinigen van geweten hebben, al is dit niet meer te achterhalen.
Begin 1968 nam hij, tot verrassing van de wethouders en de gemeenteraad, ontslag en maakte hij de overstap naar het bedrijfsleven. Hij werd benoemd als adjunct-directeur bij een organisatieadviesbureau in Amsterdam en was later onder meer werkzaam bij Toonder Studio's als salesmanager voor de stripafdeling. Dingemans Wierts overleed in 1998 op 71-jarige leeftijd.